# Burak Yılmaz
Burak Yılmaz (Antalya, 1985. július 15. –) török válogatott labdarúgó, pályafutása során sok csapatban játszott, válogatottja történetének második legjobb góllövőjeként vonult vissza, Hakan Şükür mögött. A Bajnokok Ligájában 2012 őszén mesterhármast szerzett. Az UEFA 6 gólja miatt megválasztotta a csoportkör legjobb játékosának.

## Pályafutása

### Klubcsapatban
Yilmaz számos csapatban megfordult pályafutása során. Karrierjét az Antalyaspor csapatánál kezdte, később játszott a Beşiktaş, a Manisaspor, a Fenerbahçe, az Eskişehirspor csapatainál is, volt a Trabzonspor játékosa is. A 2011-2012-es szezonban 30 mérkőzésen 32 gólt szerzett, amivel ő lett a Török bajnokság gólkirálya. 2006-ban a Beşiktaş játékosaként kupát nyert. 2010-ben már a Trabzonspor játékosaként nyert kupát, majd a szuperkupát is elhódította csapatával. Később megfordult a kínai Beijing Guoan FC és a Lille OSC csapatában is. Jelenleg a holland élvonalban szereplő Fortuna Sittard játékosa.

### A válogatottban
77 mérkőzésen 31 gólt szerzett a török válogatottban.
| Évszám   | Mérkőzés | Gól |
| -------- | -------- | --- |
| 2006     | 4        | 0   |
| 2010     | 1        | 0   |
| 2011     | 9        | 3   |
| 2012     | 4        | 3   |
| Összesen | 18       | 6   |

## Sikerei, díjai
Besiktas JK
- Török kupa: 2007
- Török szuperkupa: 2007

Trabzonspor
- Török kupa: 2010
- Török szuperkupa: 2011

Galatasaray SK
- Török bajnokság: 2013, 2015
- Török kupa: 2014, 2015, 2016
- Török szuperkupa: 2013, 2014, 2016

Lille Osc
- Ligue 1: 2021
- Francia szuperkupa: 2022